# Gaudreville-la-Rivière
Gaudreville-la-Rivière ist eine französische Gemeinde mit 228 Einwohnern (Stand: 1. Januar 2022) im Département Eure in der Region Normandie. Sie gehört zum Arrondissement Évreux und zum Kanton Conches-en-Ouche sowie zum Gemeindeverband Pays de Conches. Die Einwohner werden Gaudrevillais genannt.

## Geografie
Gaudreville-la-Rivière liegt etwa elf Kilometer westsüdwestlich von Évreux am Iton. Umgeben wird Gaudreville-la-Rivière von den Nachbargemeinden Glisolles im Norden und Nordwesten, Les Ventes im Norden und Osten, Le Val-Doré im Süden sowie Champ-Dolent im Westen.

## Bevölkerungsentwicklung
| Jahr      | 1962 | 1968 | 1975 | 1982 | 1990 | 1999 | 2006 | 2013 |
| Einwohner | 92   | 98   | 108  | 160  | 208  | 219  | 232  | 227  |

Quelle: INSEE